# Skånelandenes fodboldforbund
Skånelandenes Fodboldforbund (forkortelse SFF) blev stiftet den 5. april 2010. Keyo Ghettson var initiativtager til dannelsen af organisationen. Skånelandenes Fodboldforbund blev medlem af NF-Board den 10. april 2011. NF-Board er en fodbold organisation for nationer, regioner og etniske minoriteter, som ikke er medlemmer af FIFA. VIVA World Cup er en international fodboldturnering arrangeret af NF-Board. Andre internationale ikke-FIFA turneringer er Europeada og ConIFA World Football Cup. Skånelandenes Fodboldforbund ønsker at sende et skånelandsk landshold til en af disse turneringer. Organisationen bruger spillere fra Skåne, Halland, Blekinge og Bornholm.
Skånelandenes regionale landshold spillede sin første officielle kamp den 21. juli 2013 mod Sydslesvigs landshold fra SdU  Kampen blev spillet i Öja uden for Ystad i Skåne. Sydslesvig startede med et godt pres i de første 15 minutter. Men Skånelandene overtog mere og mere af spillet, som kampen skred frem. Kampen endte 0 - 0. Største chance faldt efter 40 minutters spil når en af spillerne på det skånelandsk hold affyrede et skud, der ramte indersiden af Sydslesvigs højre stolpe. Fem spillere i truppen var fra Bornholm. En af de bornholmske spillere i truppen var Lasse Holmgaard.